# Virregnat de Nova Espanya
La Nova Espanya (Virreinato de Nueva España en castellà) fou el virregnat de l'imperi Espanyol a Amèrica del Nord i Àsia, nascut per cèdula reial el 17 d'abril, 1535 i amb una duració de 286 anys, fins al 21 de setembre, 1821, data en què el territori continental del virregnat aconseguí la seva independència i naixeria Mèxic, aleshores conformat com a monarquia constitucional amb el nom d'Imperi Mexicà.
El virregnat, localitzat a Nord-amèrica, abastava els territoris de l'actual Mèxic, els estats estatunidencs de Califòrnia, Nevada, Colorado, Nou Mèxic, Arizona, Texas, petites porcions de Utah, Wyoming i Oklahoma, la major part de l'Amèrica Central llevat del Panamà (i posteriorment de Belize i altres territoris que van ser presos per l'imperi Britànic les últimes dècades del virregnat). A més a més, el virregnat administrava la Capitania General de Cuba, que comprenia les possessions espanyoles insulars de la Mar Carib, i les Filipines a l'Àsia. Durant un breu temps, el virregnat va administrar el territori annexionat de Louisiana i també el nord de l'illa de Taiwan.
La Nova Espanya va ser una peça clau de l'Imperi Espanyol, la possessió d'ultramar més poblada i més poderosa econòmicament —eventualment monopolitzaria l'encunyació de la moneda de plata de l'imperi: el peso— i també un important centre cultural del continent. A més, només tenia dos idiomes oficials: el castellà i el mexicà.
Després de la Independència de Mèxic amb la fusió dels exèrcits insurgent i reialista en l'Exèrcit Trigarant, tot aquest territori, excepte les Filipines, Cuba i Puerto Rico, va formar part de la nova nació de Mèxic, llavors una monarquia parlamentària amb el nom d'Imperi Mexicà.

## La conquesta
Després del descobriment d'Amèrica el 12 d'octubre de 1492 els castellans continuaren explorant el Nou Món, i el 1517, Francisco Hernández de Córdoba arribà a la costa de Yucatán, juntament amb un capellà, Jerónimo de Aguilar. Hernández de Córdoba morí en el seu viatge, però el 1518 Juan de Grijalva, arribà a Campeche, fundant la primera ciutat espanyola al Nou Món, on s'escoltaren rumors sobre una ciutat poderosa, capital de l'imperi més gran de Mesmèrica, la Gran Tenochtitlán. Grijalva retornà a Espanya per ordre del cardenal Cisneros, però el 1519 l'emperador Carles I finançà el viatge d'Hernán Cortés a terres recentment descobertes. Esgotat el mandat de Diego Velázquez de Cuéllar, governador de Cuba (aleshores anomenada Fernandina, en honor del rei d'Aragó), Cortés salpà i arribà a territoris acabats de descobrir al setembre, quan fundà Veracruz, la primera vil·la institucionalitzada del Nou Món. Al 8 de novembre, arribà a Tenochtitlán.
Diverses premonicions en anys anteriors van fer creure a Moctezuma II Xocoyotzin, líder asteca o tlatoani, que el final del seu imperi estava a prop. Una antiga profecia resava que Quetzalcóatl, fundador del seu imperi, tornaria sota l'aparença d'un home blanc i barbut. Per això, en veure Cortés, va creure que la profecia s'havia complert i li donà allotjament al seu palau, construït per Axayácatl. Els espanyols decidiren aprofitar la situació per obtenir riqueses i influencia dins la cort asteca. Però diversos sectors de la societat no estaven conformes i decidiren fer veure a Moctezuma el seu error, però el tlatoani es negà a acceptar la seva culpa.
Al juny de 1520, un grup d'homes espanyols detingueren a Moctezuma i proclamaren la conquesta, però el poble s'amotinà. Cortés ordenà a Moctezuma sortir a calmar als seus súbdits, els quals en lloc d'obeir al seu monarca, el començaren a apedregar. L'emperador morí pocs dies després. Cuauhtlàhuac, germà del difunt Moctezuma, prengué a les seves mans la responsabilitat del govern asteca, i amb venjança per la Matança del Temple Major, decidí llançar al poble sobre els espanyols, amb qui tingueren una aferrissada batalla la nit del 30 de juny. Les estratègies indígenes, amb l'ajuda de la Triple Aliança, aconseguiren expulsar de la ciutat als conquistadors, en aquest acte els espanyols perderen prop de mil soldats i diversos caudals de diners i or. Aquest fet es coneix com a Nit Trista.
Durant el seu trajecte a la Gran Tenochtitlán, Cortés havia aconseguit les aliances de pobles subjugats pels asteques, com Tlaxcala i Chalco. Veient-se derrotat, decidí reunir les seves forces amb la dels seus aliats, i així, el gener de 1521, després de més de sis mesos de la seva derrota, Cortés començà la marxa cap a la ciutat que el va veure vençut durant la Nit Trista. Els asteques eren ara governadors per Cuauhtémoc, perquè Cuauhtlàhuac havia mort al novembre, víctima de la verola, malaltia portada pels europeus i pel qual no estaven preparats els natius ni tenien cura.
Així, al març, Cortés començà a assetjar la ciutat, va tallar l'aigua i els recursos bàsics de sanitat, comunicació i comerç. Tot hi les seves aliances amb Texcoco i Tacupa, la ciutat es va haver de rendir al 13 d'agost, marcant així l'inici del domini espanyol. Cuauhtémoc, líder asteca, intentà escapar en un rai pel llac Texcoco, però fou arrestat. Va demanar que se li assassinés en aquest moment, però Cortés no li va fer cas. Així, va signar la cessió dels seus drets sobre el tron de l'Imperi Mexica a l'emperador Carles V, el que va donar pas a la creació del Regne de Mèxic. Empresonat a Coyoacán, li varen cremar els peus perquè confessés la ubicació del seu tresor. Després de negar-se, el portaren a una expedició a Amèrica central, el 1525. Rere les sospites de conspiració el condemnaren a mort, fou penjat el 25 de febrer de 1525. Va ser enterrat a Ixcateopan, on les seves restes foren descobertes el 1949 per l'arqueòloga Eulalia Guzmán.

## La fundació
Després de les accions militars i sotmetent mitjançant armes la capital mexicana i en marxa la resta de la resta de l'Altiplà Central, Hernán Cortés ordenà la demolició de Tenochtitlán i l'edificació sobre les seves restes de la nova capital, disposant el traçat a l'estil espanyol. Els espanyols van fer de la ciutat de Mèxic la capital d'una construcció que la denominaren la Nova Espanya (La Nueva España), comprenent dins d'ella a totes les senyories aliades o sotmeses per Cortés. La primera societat "novohispana" es construí en torn el cercle superior de capitans de l'expedició, amb Hernán Cortés com a capità general dels territoris acabats de conquerir, els qui organitzaren més expedicions per controlar territoris. El sistema econòmic occidental es va anar implantant gradualment, incloent-hi pràctiques agrícoles, comercials i financeres. D'altra banda, moltes estructures indígenes continuaren pràcticament intactes com la mobilitat de les mercaderies, les estructures de tributació i alguns poders locals.
Els indígenes, majoritaris en la societat, es van anar sotmetent per la via militar o reconegut el vassallatge espanyol eren reunits en pobles i repúbliques d'indis. Un punt essencial és que a partir d'aquest procés, es va viure un col·lapse demogràfic de les societats indígenes, morint per centenars a causa de l'explotació i les epidèmies, arribant a un punt crític a la meitat del segle xvi. Aquestes congregacions van tenir entre els seus objectius l'evangelització dels indígenes, un procés que fou primordial en la política espanyola del segle xvi i realitzat pels principals ordes religiosos.

## Extensió territorial i organització política
Després de la conquesta de l'Imperi Asteca per Hernán Cortés el 1521, aquest va prendre el control del govern de Mèxic, del repartiment de les terres als conquistadores i la colonització. No obstant això, els flagrants abusos dels conqueridors van obligar l'emperador Carles a instaurar el 13 de desembre de 1527 la Reial Audiència de Mèxic com a òrgan de govern i administració dels nous territoris i en va ser designat com a president Nuño Beltrán de Guzmán per rellevar Cortés en el govern de la Nova Espanya, que va conquistar l'Imperi purépetxa i els senyorius que formarien el Nuevo Reino de Galícia, a mitjans del segle XVI. Pedro de Alvarado va iniciar la conquesta dels territoris centreamericans que donarien lloc al Regne de Guatemala, arribant a començaments del 1524, i a l'inici de la conquesta, els kaqtxikels s'aliaren amb els conqueridors però aviat s'hi rebel·laren a causa de les excessives exigències tributàries i no es rendiren fins al 1530, mentrestant, cadascun dels altres regnes maies de l'altiplà havia estat derrotat pels espanyols i per llurs guerrers aliats, tant de Mèxic com dels regnes maies prèviament subjugats, però el poble itzá era hostil a la invasió dels espanyols i mantingué la seva independència fins al 1697, quan un atac dels espanyols finalment derrotà l'últim regne maia independent, acabant així amb la conquesta de tot el territori. L'adelantado Francisco de Montejo, en companyia del seu fill i del seu nebot, tots tres del mateix nom, va conquerir la península de Yucatán entre 1527 i 1546, llavors domini dels pobles maies. Després de la dolenta administració de Nuño de Guzmán, es va adoptar per un virregnat, amb la centralització del poder en el virrei, i el 17 d'abril de 1535 Antonio de Mendoza va ser nomenat primer virrei del Virregnat de Nova Espanya. A partir de llavors es va començar l'extensió dels territoris conquerits, originalment el centre-sud de Mèxic, cap a l'oest i al nord.
La Guerra del Miztón va ser una sèrie d'enfrontaments bèl·lics de diversos pobles indígenes a l'audiència de Nova Galícia que havien estat conquerits pels espanyols, però es van unir per refusar el sotmetiment i es van aixecar en armes contra l'exèrcit espanyol entre 1540 i 1542, i que va acabar amb l'execució dels líders indígenes i posterior judici a Francisco Tenamaztle. Els indígenes es van revoltar de nou en 1547 després que es descobrís plata a Zacatecas i les mines que s'hi van fer van atreure als colonitzadors espanyols.
El virrei exercia la seva autoritat per mitjà de l'Audiència de Mèxic, amb seu a la ciutat de Mèxic i capital del virregnat. S'hi van afegir l'Audiència de Santo Domingo, que s'havia creat el 1511, l'Audiència de Guatemala, creada el 1543 i l'Audiència de Nova Galícia (posteriorment coneguda com l'Audiència de Guadalajara), creada el 1548. Al nord, es trobaven els territoris de Las Californias, Nou Mèxic, Texas, Coahuila, Nou Lleó i Nou Santander, també administrats pel virregnat. Després de la conquesta de les Filipines el 1565, projecte dut a terme directament des de la Nova Espanya, les illes van ser administrades políticament i econòmicament des de la ciutat de Mèxic.

## Els missioners catòlics
Al segle xvi, els espanyols al comandament d'Hernán Cortés conquistaren l'Imperi Asteca i s'apoderaren de les seves propietats. Durant el transcurs de la segona meitat del segle, Cristóbal de Olid, Pedro de Alvarado i Nuño Beltrán de Guzmán, s'apoderaren de gran part del territori mexicà, excepte el nord del país, on les tribus chichimecas perduraren fins a principis del segle xvii, quan foren exterminades. En aquest mateix segle, la feina dels capellans arribats a la Nova Espanya, permetí l'extenció dels nuclis poblacionals a Nou Lleó (Nuevo León), on es fundaren Cerralvo Cadereyta y Sabinas Hidalgo.
En aquell mateix període, la feina dels franciscans va fer possible la fundació de Pas del Nord, el 1682. Carlos de Sigüenza y Góngora, intel·lectual i geògraf mexicà, es dedicà a tasques de cartografia a les Noves Filipines i al port de Panzacola, on s'edificà el port de San Carlos per defensar la localitat dels atacs pirates.
La Companyia de Jesús substituí gradualment la tasca dels franciscans, però l'amplià en l'aspecte cultural i educatiu. Eusebio Francisco Kino fou un missioner nascut a Trento, Itàlia, arribat a la Nova Espanya als voltants de 1680. Les seves missions es difondrien per Sonora i Arizona, però la seva major obra fou haver fundat Magdalena de Kono, al nord del territori de Sonora. La seva feina de fundació i coneixement geogràfic quedà resumit en l'obra del també jesuïta Francisco Javier Alegre, Los apostólicso afanes, dedicada al Papa Benet XIV, i que va ser publicada a Roma el 1749.
La feina de Kino inspirà a altres jesuïtes a continuar l'obra de fundació, ja entrat el segle xviii, amb la fundació de San Antonio de Béjar, a Texas. Però el 1767, Carles III d'Espanya expulsà els jesuïtes dels seus dominis per atemptar contra les doctrines de l'església i del rei. A més, les seves antigues missions passaren a ser dels dominics, que les estengueren fins a Paraguai i Equador. Juníper Serra, natural de Mallorca, fundà a Monterrey les missions de San Diego i San Carlos Borromeo. La seva tasca arribà fins a Califòrnia, on creà les missions de San Gabriel, San Luis Obispo, San Francisco de Asís i San Juan de Capistrano. La tasca d'evangelització i població no s'atura fins al 1830, quan el virregnat no existia i ja havien aconseguit la seva independència molts dels països que l'integraven.

## Vida social
La vida a la Nova Espanya va estar caracteritzada per la fusió de les civilitzacions i els pobles indígenes amb la societat i cultura espanyoles. El Regne Espanyol dels segles xvi al xix va instaurar una societat de castes basada en diferències racials en què negres eren tractats com a esclaus i l'oligarquia política i religiosa corresponia als peninsulars i criolls (encara que els peninsulars van tenir més pes), mentre que la població mestissa, mulata o les seves variants no podien participar en càrrecs massa importants. En 1549 es va prohibir el servei personal dels Pobles indígenes d'Amèrica com a tribut, i en 1551, la seva esclavitud. Tot i existint un sistema de castes, hi va haver indígenes que formaven part de la noblesa espanyola, indígenes sacerdots, criolls virreis i negres amb esclaus africans. Utilitzant instruments com el Sant Ofici, el govern del virregnat espanyol suprimia la difusió de les idees liberals generades durant la Il·lustració, la Revolució Francesa o la Guerra d'Independència dels Estats Units, al mateix temps que no tolerava cap altra religió distinta de la catòlica.

## Economia
El port de Veracruz va ser el principal port del virregnat a l'oceà Atlàntic i Acapulco, el principal port a les costes de l'oceà Pacífic. Ambdós ports van ser fonamentals pel comerç ultramarí, rebent mercaderies de l'Àsia i transportant-les cap a Espanya. Un dels bucs principals va ser el Galió de Manila també conegut com la Nao de China (Nau de la Xina), que realitzava dos viatges per any entre Manila i Acapulco. Les mercaderies que s'hi portaven, eren traslladades per terra cap al port de Veracruz, eren embarcades i sortien cap a Cadis, Espanya. A més de les mercaderies asiàtiques, s'embarcaven els productes de la Nova Espanya, principalment l'or i la plata. No obstant això, els recursos no van assolir el desenvolupament d'Espanya, ja que aquesta estava sovint involucrada en guerres a Europa. A més, les embarcacions eren atacades per les companyies de bucaners (anglesos), corsaris (neerlandesos) i pirates (diversos).
L'arribada de la família Borbó al tron espanyol va significar un canvi per l'economia de la Nova Espanya. Conscients de la necessitat de realitzar importants canvis per tal de millorar la decadent economia de l'Imperi Espanyol, els monarques van promoure el desenvolupament d'aquest virregnat. La immigració de colonitzadors va augmentar, ja que, sota el sistema de castes, només ells tenien els privilegis econòmics i polítics. La població del virregnat va créixer considerablement el segle xviii, arribant als 7 milions d'habitants al final d'aquest segle, dels quals gairebé 6 milions habitaven al territori mexicà, fent-la la colònia més poblada i pròspera de l'Imperi Espanyol.